# 扎戈羅季
49°45′50″N 23°22′10″E / 49.76389°N 23.36944°E
扎戈羅季（烏克蘭語：Загороди），是烏克蘭西部的村莊，隸屬利維夫州的亞沃里夫區。該村始建於1945年，面積0.15平方公里，海拔高度226米，2001年人口117，人口密度每平方公里790.54人。